# Nasty (canción de Janet Jackson)
«Nasty» es una canción de la cantante estadounidense Janet Jackson de su tercer álbum de estudio, Control (1986). Fue lanzado el 15 de abril de 1986 por A&M Records como el segundo sencillo del álbum. 
Alcanzó el número 3 en el Billboard Hot 100 de Estados Unidos y el número 1 en la lista Hot R&B/Hip-Hop Songs. Ha sido incluida en cada uno de los álbumes de grandes éxitos de Jackson: Design of a Decade: 1986-1996 (1995), Number Ones (2009) e Icon: Number Ones (2010).

## Video musical
El video musical que acompaña a "Nasty" fue dirigido por Mary Lambert y coreografiado por Paula Abdul, quien también hizo un cameo. Abdul ganó un premio MTV Video Music Award a la Mejor Coreografía.

## Lista de canciones
- sencillo 7" (Estados Unidos - Reino Unido - Europa)

A. "Nasty" (Edit of Remix) – 3:40
B. "You'll Never Find (A Love Like Mine)" – 4:08
- sencillo 12" (Estados Unidos - Europa) / sencillo 12" (Edición limitada Australia)

A1. "Nasty" (Extended) – 6:00
B1. "Nasty" (Instrumental) – 4:00
B2. "Nasty" (A Cappella) – 2:55
- 12" (Estados Unidos - Europa) – Cool Summer Mix Parts I and II

A. "Nasty" (Cool Summer Mix Part I) – 7:57
B. "Nasty" (Cool Summer Mix Part II) – 10:09
- sencillo 12" (Reino Unido)

A1. "Nasty" (Extended) – 6:00
B1. "Nasty" (Instrumental) – 4:00
B2. "You'll Never Find (A Love Like Mine)" – 4:08

## Posicionamiento en listas
| Lista (1986)                           | Máxima posición |
| -------------------------------------- | --------------- |
| Alemania (Offizielle Deutsche Charts)  | 9               |
| Australia (Kent Music Report)          | 17              |
| Austria (Ö3 Austria Top 40)            | 21              |
| Bélgica (Flandes) (Ultratop 50)        | 4               |
| Canadá (RPM Top Singles)               | 8               |
| Estados Unidos (Billboard Hot 100)     | 3               |
| Estados Unidos (Hot Dance Club Songs)  | 2               |
| Estados Unidos (Dance Singles Sales)   | 6               |
| Estados Unidos (Hot R&B/Hip-Hop Songs) | 1               |
| Estados Unidos (Cash Box Top 100)      | 3               |
| Europa (European Hot 100 Singles)      | 22              |
| Finlandia (Suomen virallinen lista)    | 17              |
| Irlanda (IRMA)                         | 20              |
| Nueva Zelanda (Recorded Music NZ)      | 8               |
| Países Bajos (Dutch Top 40)            | 5               |
| Países Bajos (Mega Single Top 100)     | 5               |
| Reino Unido (UK Singles Chart)         | 19              |
| Suiza (Schweizer Hitparade)            | 8               |

## Personal
- Janet Jackson - voz, coros, teclados
- Jerome Benton - voz
- Jimmy Jam - percusión, piano, batería, voz
- Jellybean Johnson - voz
- Terry Lewis - percusión, voz

### Sucesión en listas
| Predecesor: «On My Own» de Patti LaBelle y Michael McDonald | U.S. Billboard Hot Black Singles — Sencillo N°. 1 14 de junio de 1986 - 21 de junio de 1986 | Sucesor: «There'll Be Sad Songs (To Make You Cry)» de Billy Ocean |